# Capão da Canoa
Capão da Canoa ist eine Küstenstadt mit ca. 52.000 (Schätzung 2018) Einwohnern im Bundesstaat Rio Grande do Sul im Süden Brasiliens. Sie liegt etwa 135 km östlich von Porto Alegre. Benachbart sind die Orte Terra de Areia, Arroio do Sal und Xangri-lá. Ursprünglich war Capão da Canoa Teil des Munizips Osório.